# Dopebwoy
Dopebwoy, pseudonimo di Jordan Jacott (Amsterdam, 14 marzo 1994), è un rapper olandese di origine surinamese.

## Biografia
Dopo aver pubblicato il suo primo singolo nel 2016, nel marzo 2017 pubblica il suo EP di debutto, Nieuw Goud. Raggiunge il successo con il singolo Cartier, realizzato insieme ai rapper Chivv e 3robi, che diventa per un certo periodo la canzone in lingua olandese più ascoltata di tutti i tempi su YouTube e Spotify. Il brano viene contestualmente inserito nella tracklist dell'EP Andere Flex, uscito nel dicembre 2017.
Il 3 maggio 2019 pubblica il suo primo album in studio, dal titolo Forever Lit, contenente collaborazioni con rapper come Henkie T, 3robi, Mula B, Bizzey, MHD, Murda e Frenna. Esso si posiziona al primo posto della classifica olandese. Nel 2020 fonda la sua etichetta Forever Lit Records, sostenuta da Warner. Nello stesso anno pubblica il secondo album Hoogseizoen, caratterizzato dalla presenza di Bryan Mg, Lil Kleine, Boef, i D-Block Europe, Jonna Fraser e altri.
Il 13 maggio 2022 è la volta di Turbulentie, mentre il quarto album, Koude Kermis, viene reso disponibile il 27 settembre 2024.

## Discografia

### Album in studio
- 2019 – Forever Lit
- 2020 – Hoogseizoen
- 2022 – Turbulentie
- 2024 – Koude Kermis

### EP
- 2017 – Nieuw Goud
- 2017 – Andere Flex